# Olympische Sommerspiele 1948/Teilnehmer (Irak)
| Gelbes Symbol für Goldmedaillen mit stilisierten Olympischen Ringen | Graues Symbol für Silbermedaillen mit stilisierten Olympischen Ringen | Braundes Symbol für Bronzemedaillen mit stilisierten Olympischen Ringen |
| ------------------------------------------------------------------- | --------------------------------------------------------------------- | ----------------------------------------------------------------------- |
| —                                                                   | —                                                                     | —                                                                       |

Der Irak nahm an den Olympischen Sommerspielen 1948 in London mit einer Delegation von elf männlichen Sportlern in vier Wettkämpfen in zwei Sportarten teil. Es war Iraks erste Teilnahme an Olympischen Sommerspielen. Ein Medaillengewinn gelang keinem der Athleten.

## Teilnehmer nach Sportarten

### Basketball
- 22. Platz
Ali Salman
Khalil Wadoou
Mahdi Salman
Faras Saleh
Awni Kanaan
Kadir Irfan
Jalil Hashim
George Hanna
Yonan Emile
Hamid Ahmed

### Leichtathletik
- L. Hasso
400 m: im Vorlauf ausgeschieden

- Ali Salman
100 m: im Vorlauf ausgeschieden
200 m: im Vorlauf ausgeschieden